# Episodi di Highlander (prima stagione)
La prima stagione della serie televisiva Highlander, composta da 22 episodi, è stata trasmessa in prima visione in syndication in Canada. 
Le fonti differiscono sulle prime tv canadesi: secondo IMDb e Metacritic la stagione è stata trasmessa dal 3 ottobre 1992 al 22 maggio 1993, mentre secondo Rotten Tomatoes è stata trasmessa dal 28 settembre 1992 al 17 maggio 1993. In tabella, sono indicate le prime tv canadesi riportate da Metacritic, tranne per gli episodi 1x19 e 1x20 per i quali sono riportate le prime tv canadesi di Rotten.
In Italia la serie è stata trasmessa su Italia 1 tra il 1993 ed il 1994.
| nº | Titolo originale       | Titolo italiano           | Prima TV Canada  | Prima TV Italia   |
| -- | ---------------------- | ------------------------- | ---------------- | ----------------- |
| 1  | The Gathering          | Il grande incontro        | 3 ottobre 1992   | 12 settembre 1993 |
| 2  | Family Tree            | L'albero genealogico      | 10 ottobre 1992  | 12 settembre 1993 |
| 3  | The Road Not Taken     | La pozione magica         | 17 ottobre 1992  | 10 ottobre 1993   |
| 4  | Innocent Man           | Il vagabondo              | 24 ottobre 1992  | 1994              |
| 5  | Free Fall              | La giovane immortale      | 31 ottobre 1992  | 3 aprile 1995     |
| 6  | Bad Day in Building A  | Una favola per Belinda    | 7 novembre 1992  | 4 aprile 1995     |
| 7  | Mountain Men           | Gli uomini della montagna | 14 novembre 1992 | 1994              |
| 8  | Deadly Medicine        | Medicina mortale          | 21 novembre 1992 | 1994              |
| 9  | The Sea Witch          | La strega del mare        | 5 dicembre 1992  | 19 settembre 1993 |
| 10 | Revenge is Sweet       | Partita a tre             | 12 dicembre 1992 | 26 settembre 1993 |
| 11 | See No Evil            | Cacciatore di scalpi      | 19 dicembre 1992 | 19 settembre 1993 |
| 12 | Eyewitness             | Il testimone              | 6 febbraio 1993  | 26 settembre 1993 |
| 13 | Band of Brothers       | Secoli di odio            | 13 febbraio 1993 | 17 ottobre 1993   |
| 14 | For Evil's Sake        | In nome del male          | 20 febbraio 1993 | 17 ottobre 1993   |
| 15 | For Tomorrow We Die    | La morte nell'aria        | 27 febbraio 1993 | 14 novembre 1993  |
| 16 | The Beast Below        | L'uomo della foresta      | 6 marzo 1993     | 24 ottobre 1993   |
| 17 | Saving Grace           | Amore immortale           | 13 marzo 1993    | 16 maggio 1994    |
| 18 | The Lady and the Tiger | La signora del circo      | 24 aprile 1993   | 31 ottobre 1993   |
| 19 | Eye of the Beholder    | Debito da saldare         | 3 maggio 1993    | 7 novembre 1993   |
| 20 | Avenging Angel         | L'angelo della vendetta   | 8 maggio 1993    | 31 ottobre 1993   |
| 21 | Nowhere to Run         | Stupro                    | 15 maggio 1993   | 7 novembre 1993   |
| 22 | The Hunters            | I cacciatori              | 22 maggio 1993   | 14 novembre 1993  |

## Il grande incontro
- Titolo originale: The Gathering
- Diretto da: Thomas J. Wright
- Scritto da: Dan Gordon

### Trama
Richie Ryan accede illegalmente all'interno del negozio di antiquariato di Duncan MacLeod e Tessa Noel, ma il suo furto viene interrotto dall'entrata scenografica dell'Immortale Slan Quince e da Connor MacLeod. Vedendo la scena, Tessa realizza, con dispiacere, che Duncan può essere sfidato e decapitato in ogni momento. Duncan, capendo di non poter più sfuggire al Gioco, si aspetta che lei lo lasci per la sua sicurezza. Dopo che Duncan salva Tessa da Quince, Connor sfida Quince su un ponte ma cade sotto. Duncan decapita Quince ed abbandona la città. Connor avvisa Duncan di fare attenzione a Richie e dice a Tessa dove si trova Duncan. Accettando il pericolo Tessa si ricongiunge a Duncan.
- Guest Star: Christopher Lambert (Connor McLeod), Richard Moll (Slan Quince)

## L'albero genealogico
- Titolo originale: Family Tree
- Diretto da: Jorge Montesi
- Scritto da: Kevin Droney

### Trama
Richie, che adesso vive con MacLeod e Tessa, cerca di ritrovare i suoi genitori. MacLeod ricorda che lui è stato bandito dal suo villaggio nel 1622 dopo essere morto in battaglia ed essersi risvegliato come Immortale; suo padre gli disse che era un orfano. Un uomo chiamato Joe Scanlon dice a Richie di essere suo padre. Richie gli crede e inizia una relazione stretta con l'uomo finché questo non ruba una maschera precolombiana dal negozio di MacLeod per pagare i propri debiti. Dopo che MacLeod salva Scanlon e si riappropria della maschera, Richie aiuta Scanlon a sparire.
- Guest Star: Peter Deluise (Clinch), J.E. Freeman (Joe Scanlon), Tamsin Kelsey (signora Gustavson), Matthew Walker (Ian MacLeod)

## La pozione magica
- Titolo originale: The Road Not Taken
- Diretto da: Thomas J. Wright
- Scritto da: Terry Nelson

### Trama
L'amico di Richie, Gary, muore in una rapina in banca. Quando MacLeod e Richie vedono il suo corpo all'ospedale, notano degli strani segni sulla sua fronte. MacLeod ricorda che questi segni sono gli effetti una pozione creata dal suo amico Immortale Kiem Sun, questa pozione dà enorme forza e fa ignorare il dolore. Kiem Sun dice a MacLeod che la sua pozione è stata rubata da un suo studente, Chou Lin. MacLeod trova Chou Lin e distrugge la pozione. Questo fa arrabbiare Keim Sun e lo spinge a combattere contro MacLeod che lo sconfigge senza però ucciderlo.
- Guest Star: Soon-Tek Oh (Kiem Sun), Dustin Nguyen (Chou Lin), Christianne Hirt (Angie)

## Il vagabondo
- Titolo originale: Innocent Man
- Diretto da: Jorge Montesi
- Scritto da: Dan Gordon

### Trama
L'Immortale Lucas Desiree, un vecchio amico di MacLeod, viene decapitato dallo sceriffo Howard Crowley, che arresta un vagabondo veterano della guerra del Vietnam, Leo Atkins, per il crimine. Quando MacLeod arriva in città per investigare sulla morte, si rende conto che Leo è innocente e, con l'aiuto di Richie, salva Leo da un linciaggio popolare. MacLeod alla fine combatte e decapita Crowley.
- Guest Star: Vincent Schiavelli (Leo Atkins), John Novack (Howard Crowley), Victor A. Young (Lucas Desiree)

## La giovane immortale
- Titolo originale: Free Fall
- Diretto da: Thomas J. Wright
- Scritto da: Philip John Taylor

### Trama
L'Immortale Felicia Martins è perseguitata dall'Immortale Devereux, al quale ha ucciso moglie e figlio alcuni secoli prima in Francia. Nel presente lei convince Richie, conosciuto per "caso" nel negozio di antichità la mattina prima di suicidarsi, che la loro relazione può durare; al contempo raggira MacLeod, che gli illustra la storia degli immortali, e le da alcune lezioni per i suoi futuri duelli, visto che lei fa credere a tutti di essere una giovane Immortale appena risvegliata dalla prima morte. Martins trova Devereux, e lei lo decapita. Nel frattempo MacLeod scopre che una mappa del Coronelli da lui acquistata è falsa, ma ottimamente eseguita oltre duecento anni prima; qui MacLeod ha la conferma che i suoi sospetti su Felicia sono fondati. Infatti lei stessa aveva suggerito la non autenticità dell'opera, peccando di superbia, e reclamandone la paternità. MacLeod combatte contro Martins ma alla fine, proprio prima di decapitarla, per intervento di Richie, le risparmia la vita.
- Guest star: Joan Jett (Felicia Martins), Eli Gabay (Devereux)

## Una favola per Belinda
- Titolo originale: Bad Day in Building A
- Diretto da: Jorge Montesi
- Scritto da: Kevin Droney

### Trama
MacLeod, Tessa e Richie sono presi in ostaggio al tribunale da un assassino chiamato Bryan Slade. Duncan viene messo KO dai suoi uomini. Slade uccide MacLeod per mandare un messaggio al comando SWAT commando fuori dall'edificio e chiede un elicottero per andare via. Mentre Tessa fa del suo meglio per tenere gli ostaggi vivi e Randi McFarland riporta l'evento dal vivo dall'esterno, MacLeod torna in vita e elimina gli uomini di Slade uno per uno. Alla fine MacLeod uccide Slade.
- Guest Star: Andrew Divoff (Bryan Slade)

## Gli uomini della montagna
- Titolo originale: Mountain Men
- Diretto da: Thomas J. Wright
- Scritto da: Marie-Chantal Droney

### Trama
Mentre sta fotografando un'antica incisione su pietra su una montagna, Tessa viene rapita da uomini della montagna guidata dall'Immortale Caleb Cole, che la vuole sposare. MacLeod li trova ma deve gettarsi da un crepaccio per scappare dai compagni di Cole. Essi portano la spada di MacLeod al campo e Cole capisce che MacLeod è un Immortale quando la vede. Tessa fa litigare i rapitori, dando tempo a MacLeod di trovarla. MacLeod combatte e decapita Cole.
- Guest Star: Wes Studi (sceriffo Benson), John Dennis Johnston (Carl l'eremita) e Marc Singer (Caleb Cole)

## Medicina mortale
- Titolo originale: Deadly Medicine
- Diretto da: Ray Austin
- Scritto da: Robert L. McCullough

### Trama
MacLeod viene investito da un'auto e portato in ospedale. Quando il Dr. Wilder si rende conto che MacLeod è uscito dall'ospedale con le sue gambe, lo cattura e lo rinchiude nella sua cantina per capirne il perché. MacLeod scappa, ma è confuso a causa delle droghe che Wilder gli ha dato e non riesce a ricordare dove si trovi la casa di Wilder. Wilder rapisce Randi McFarland, che stava investigando sulla scomparsa di MacLeod. Con l'aiuto di Tessa, MacLeod trova la casa di Wilder e salva Randi. Wilder accidentalmente dà fuoco alla sua cantina mentre combatte contro MacLeod e muore.
- Guest Star: Joe Pantoliano (Dr. Wilder)

## La strega del mare
- Titolo originale: The Sea Witch
- Diretto da: Thomas J. Wright
- Scritto da: David Tynan

### Trama
Un incontro di Richie con una la sua amica Nikki, il fidanzato di lei e due spacciatori finisce in sparatoria e Nikki segretamente tiene sia i soldi che la droga. MacLeod blocca i molteplici tentativi degli spacciatori di reimpossessarsi della merce rubata e scopre che il loro capo è l'Immortale Alexei Voshin, che ha tradito MacLeod nel 1938. Quando Voshin scopre che MacLeod ha distrutto la droga e protetto Nikki lo sfida. MacLeod sfida Voshin che viene decapitato dall'elica della sua nave.
- Guest Star: Stephen Macht (Alexei Voshin), Johannah Newmarch (Nikki)

## Partita a tre
- Titolo originale: Revenge is Sweet
- Diretto da: Ray Austin
- Scritto da: Loraine Despres

Nel 1988 l'Immortale Walter Reinhardt scompare dopo aver perso uno scontro con MacLeod. Nel presente, l'ex amante di Reinhardt Rebecca riconosce la sua spada nel negozio di antiquariato di MacLeod ed inizia a perseguitarlo. Reinhardt, che è ancora vivo, manipola Rebecca facendole credere che MacLeod l'abbia ucciso e rapisce Richie per obbligare MacLeod a combattere. MacLeod decapita Reinhardt.
- Guest Star: Vanity (Rebecca Lord), Christianne Hirt (Angie Burke), Tim Reid (sergente Bennett), Christoph Ohrt (Walter Reinhardt)

## Cacciatore di scalpi
- Titolo originale: See No Evil
- Diretto da: Thomas J. Wright
- Scritto da: Brian Clemens

### Trama
L'amica di Tessa, Natalie viene attaccata dal serial killer chiamato Il cacciatore di scalpi. MacLeod si accorge che quest'ultimo sta imitando l'Immortale Marcus Korolus, che uccideva le donne bionde nel 1925 finché MacLeod non lo decapitò. MacLeod è l'unico, oltre al killer, a sapere che Korolus utilizzava il teatro Orfeo come base. MacLeod prepara una trappola nella quale Tessa fa da preda, ma il killer blocca il loro piano attaccando un'altra donna. Tessa lo investe con l'auto e lo ferma.
- Guest star: John Hertzler (Marcus Korolus), Tim Reid, Moira Walley (Natalie), Dee McCafferty (il Cacciatore di Scalpi)

## Il testimone
- Titolo originale: Eyewitness
- Diretto da: Ray Austin
- Scritto da: David Tynan

### Trama
Tessa assiste all'omicidio dell'artista Anne Wheeler, ma la polizia si rifiuta di investigare perché non hanno trovato il corpo. Investigando sull'omicidio da sola, Tessa e MacLeod vengono presi di mira dall'assassino, che è un Immortale. Successivamente la polizia scopre il corpo della Wheeler e mettono Tessa sotto protezione, ma viene messa una bomba sotto la casa protetta e MacLeod salva Tessa dall'esplosione. MacLeod scopre che l'assassino è il capo della polizia Andrew Ballin, combatte contro di lui e lo decapita.
- Guest star: Diana Barrington (Anne Wheeler), Tom Butler (Andrew Ballin)

## Secoli di odio
- Titolo originale: Band of Brothers
- Diretto da: René Manzor
- Scritto da: Marie-Chantal Droney

### Trama
L'Immortale Grayson sta uccidendo i protetti del suo ex maestro Darius per fargli abbandonare la terra consacrata e combatterlo. Darius chiede a MacLeod di proteggere il suo studente mortale Victor Paulus da Grayson, così MacLeod salva la vita di Paulus due volte ed incontra Grayson. Capendo che Grayson non mollerà, MacLeod lo affronta e lo decapita. MacLeod quindi si riunisce a Tessa e Richie a Parigi e si trasferiscono su un barcone ormeggiato nella Senna vicino alla Cattedrale di Notre-Dame.
- Guest star: Werner Stocker (Darius), James Horan (Grayson), Earl Pastko (Victor Paulus)

## In nome del male
- Titolo originale: For Evil's Sake
- Diretto da: Ray Austin
- Scritto da: David Abramowitz e Fabrice Ziolkowski

### Trama
L'Immortale Kuyler fa ridere le sue vittime così che possano calare la guardia e le può uccidere. MacLeod, avendo visto Kuyler uccidere il barone Deschields nel 1783, riconosce il suo modus operandi quando un anziano viene ucciso in una caffetteria. MacLeod ricorda come Kuyler lo trovò senza la spada nel 1980, con il risultato che MacLeod dovette scappare su un battello sulla Senna dove avrebbe incontrato Tessa per la prima volta. MacLeod, conoscendo la passione di Kuyler per l'assenzio, lo rintraccia quindi lo sfida e lo decapita.
- Guest star: Peter Howitt (Kuyler)

## La morte nell'aria
- Titolo originale: For Tomorrow We Die
- Diretto da: Robin Davis
- Scritto da: Philip John Taylor

### Trama
L'Immortale Xavier St. Cloud rapina una gioielleria usando un gas velenoso, quindi confessa tutto a Darius per provocarlo. Darius si rifiuta di violare la riservatezza della confessione per l'ispettore LeBrun e non gli dice nulla su Xavier. Quando LeBrun menziona il gas, MacLeod si ricorda di Xavier. Nel frattempo, Xavier presta una scultura africana per la mostra di Tessa e posiziona una bomba al suo interno. Durante la festa per l'apertura dell'esibizione, MacLeod si rende conto da dove provenga la scultura, scopre la bomba e la disinnesca. MacLeod combatte contro Xavier e ferisce la sua mano sinistra, ma Xavier riesce a scappare.
- Guest star: Roland Gift (Xavier St. Cloud), Werner Stocker (Darius), Hugues Leforestier (LeBrun)

## L'uomo della foresta
- Titolo originale: The Beast Below
- Diretto da: Daniel Vigne
- Scritto da: Marie-Chantal Droney

### Trama
Ursa, un Immortale ritardato mentale che vive sotto il Teatro dell'Opera di Parigi, ama la cantante Carolyn Lamb; sfruttando la situazione, Carolyn fa rapire ad Ursa la corista Jenny per la gelosia che prova per il suo talento. MacLeod, cercando nelle catacombe di Parigi, trova il rifugio di Ursa e libera Jenny. Dopo che MacLeod scopre che Ursa viene manipolato da Carolyn, lei lo incita contro MacLeod dicendogli che voleva ucciderla. Furioso Ursa affronta MacLeod sul tetto del teatro, cade da lì e muore. Quando Carolyn lo vede nuovamente in vita cerca di scappare e viene investita da un'auto.
- Guest star: Dee Dee Bridgewater (Carolyn Lamb), Christian Van Acker (Ursa), Werner Stocker (Darius)

## Amore immortale
- Titolo originale: Saving Grace
- Diretto da: Ray Austin
- Scritto da: Elizabeth Baxter e Martin Broussellet

### Trama
Grace Chandel è stata perseguitata dall'Immortale Carlo Sendaro da quando lo lasciò decadi fa. MacLeod, che ha avuto una relazione romantica con Grace nel 1660, la protegge; mentre Tessa, che inizialmente ne è gelosa, presto le diventa amica. Sendaro si rifiuta di accettare che Grace non lo ami più e la rapisce. MacLeod la libera e si batte con Sendaro nel tunnel della metropolitana di Parigi, lì Sendaro viene decapitato da un treno.
- Guest star: Julia Stemberger (Grace Chandel), Georges Corraface (Carlo Sendaro), Werner Stocker (Darius)

## La signora del circo
- Titolo originale: The Lady and the Tiger
- Diretto da: Robin Davis
- Scritto da: Philip John Taylor

### Trama
Amanda porta MacLeod a un altro Immortale, Zachary Blaine, in cambio della sua vita. Blaine attacca MacLeod ma la loro lotta viene interrotta, così Blaine minaccia Amanda di decapitarla. Amanda lo dissuade dicendogli di un manoscritto senza prezzo e convincendolo ad aiutarla a rubarlo. Nel frattempo, MacLeod capisce che Amanda e Blaine si conoscono, li segue e sventa il loro tentativo di furto. Blaine combatte contro MacLeod ma viene decapitato da Amanda.
- Guest star: Elizabeth Gracen (Amanda), Jason Isaacs (Zachary Blaine)

## Un debito da saldare
- Titolo originale: Eye of the Beholder
- Diretto da: Dennis Berry
- Scritto da: Christian Bouveron e Lawrence Shore

### Trama
L'Immortale Gabriel Piton uccide la sua amante Cynthia e la rimpiazza con la modella Myia. Richie incontra Myia in una caffetteria e si innamora di lei. Richie è geloso di Piton e, dopo aver saputo della morte di Cynthia, sospetta che l'abbia uccisa Piton e indaga nel suo appartamento. Interrotto da Piton, Richie scappa, ma Piton è sospettoso e manda Richie in prigione per effrazione. MacLeod decide di intervenire, si rende conto che Piton sta per uccidere Myia. MacLeod combatte contro Piton e lo decapita.
- Guest star: Nigel Terry (Gabriel Piton), Katia Douvalian (Myia), Rachel Palmieri (Cynthia)

## L'angelo della vendetta
- Titolo originale: Avenging Angel
- Diretto da: Paolo Barzman
- Scritto da: Fabrice Ziolkowski

### Trama
Alfred Cahill viene ucciso da una prostituta, muore e si risveglia Immortale. Reso pazzo dallo shock di essere diventato Immortale, Cahill crede di essere diventato l'angelo della vendetta di Dio e inizia ad uccidere prostitute e le persone attorno a loro, inclusi un cliente ed il protettore di un'amica di Tessa, Elaine Trent. Dopo che Cahill infastidisce Tessa, MacLeod lo sfida e lo decapita.
- Guest star: Martin Kemp (Alfred Cahill), Sandra Nelson (Elaine Trent)

## Stupro
- Titolo originale: Nowhere to Run
- Diretto da: Dennis Berry
- Scritto da: David Abramowitz

### Trama
Mark Rothwood stupra Lori Bellian mentre MacLeod, Tessa e Richie stanno facendo visita al padre di Mark, Alan. Il padre adottivo di Lori, l'Immortale Everett Bellian viene a sapere dello stupro e reagisce assediando il maniero dei Rothwood con i suoi mercenari. MacLeod conduce la linea di difesa al maniero e blocca i loro attacchi, ma quando Alan Rothwood va fuori con suo figlio per parlare con Bellian, viene colpito da un colpo di pistola sparato da un uomo di Bellian. MacLeod combatte contro Bellian, ma vengono interrotti da Mark che viene ucciso da Lori.
- Guest star: Peter Guinness (Everett Bellian), Anthony Head (Alan), Jason Riddington (Mark Rothwood), Marion Cotillard (Lori Bellian)

## I cacciatori
- Titolo originale: The Hunters
- Diretto da: Paolo Barzman
- Scritto da: Kevin Droney

### Trama
MacLeod e il suo amico, l'Immortale Hugh Fitzcairn, trovano Darius decapitato nella sua cappella. Iniziano ad investigare sulla sua morte, ma gli assassini rapiscono Fitzcairn. MacLeod scopre che essi sono mortali chiamati "I Cacciatori" ed hanno un particolare tatuaggio sul polso. MacLeod trova un vecchio libro rovinato nella sacrestia di Darius e riesce a seguire un cacciatore al loro quartier generale. Il loro leader, James Horton sta per ghigliottinare Fitzcairn e riesce a scappare. MacLeod libera Fitzcairn e insieme a Tessa e Richie disperdono le ceneri di Darius nel fiume Senna.
- Guest star: Roger Daltrey (Hugh Fitzcairn), Werner Stocker (Darius), Peter Hudson (James Horton)